# 大克梅伦
大克梅伦（德語：Großkmehlen）是德国勃兰登堡州的市镇，隶属于上施普雷瓦尔德-劳西茨县，总面积为13.88平方千米，截至2023年12月31日总人口为1,062人。